# Thornbury Township (Delaware County, Pennsylvania)
Thornbury Township ist eine Gemeinde (Township) im Centre County im US-Bundesstaat Pennsylvania. Das U.S. Census Bureau hat bei der Volkszählung 2020 eine Einwohnerzahl von 6.904 ermittelt.
Zum Township im Westen des Countys gehört auch die Siedlung Thornton.